# Robertas Piečia
Robertas Piečia (* 3. Januar 1966 in Tauragė) ist ein litauischer Förster und Politiker der Rajongemeinde Tauragė.

## Leben
Nach dem Abitur 1984 an der Mittelschule Žalgiriai und 1989 das Diplomstudium an der Lietuvos žemės ūkio akademija und wurde Forstwirtschaftsingenieur. Seit 2007 ist er Mitglied im Rat der Rajongemeinde Tauragė. Von 2007 bis 2008 war er Bürgermeister von Tauragė und 2008 Entwicklungsleiter von UAB „Tauragės kurjeris“. Er arbeitet als stellvertretender Forstmeister für Handel und Produktion im Forstamt Tauragė.
Er ist Mitglied von Liberalų ir centro sąjunga (LiCS). 
Er ist verheiratet und mit Frau Asta hat den Sohn Martynas und die Tochter Meda.

## Quelle
- 2011 m. Lietuvos savivaldybių tarybų rinkimai

| Personendaten    | Personendaten                       |
| ---------------- | ----------------------------------- |
| NAME             | Piečia, Robertas                    |
| KURZBESCHREIBUNG | litauischer Forstwirt und Politiker |
| GEBURTSDATUM     | 3. Januar 1966                      |
| GEBURTSORT       | Tauragė                             |